# مرکز علمی و تحقیقات اتمی یونگ‌بیون

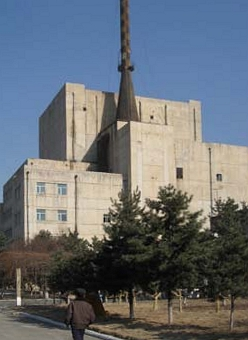
تصویری از رآکتور آزمایشی ۵ مگاواتی یونگ‌بیون.

مرکز علمی و تحقیقات اتمی یونگ‌بیون (به کره‌ای: 녕변) مرکز اصلی برنامه هسته‌ای کره شمالی است. نیروگاه هسته‌ای یونگ‌بیون در این مرکز قرار دارد.
کره شمالی در فوریه ۲۰۰۷ موافقت کرد که تاسیسات هسته‌ای یونگ‌بیون را در مقابل دریافت مقادیر عظیم کمک از سوی ایالات متحده آمریکا تعطیل کند.
پس از توافق میان کره شمالی و آمریکا بر سر توقف کامل برنامه هسته‌ای کره شمالی در قبال دریافت امتیازهای مالی و امنیتی، کره‌شمالی در تاریخ ۲۷ ژوئن ۲۰۰۸ به نشانه کنارگذاشتن برنامه‌های مخفیانه اتمی خود، برج خنک‌کننده رآکتور اتمی یونگ‌بیون را منفجر کرد. تخریب برج خنک کننده رآکتور اتمی یونگ‌بیون با حضور گروهی از خبرنگاران خارجی صورت گرفت و هدف از آن نشان دادن تعهد دولت کره شمالی به اجرای کامل توافقنامه خاتمه فعالیت‌های اتمی این کشور برای دستیابی به تسلیحات اتمی بوده است.